# Tobias Hysén
Glenn Tobias Hysén (Gotemburgo, 9 de março de 1982) é um futebolista sueco, que joga como atacante. Sua atual equipe é o IFK Göteborg.

## Clubes
Jogou anteriormente pelo Lundby IF, BK Häcken, Djurgårdens IF e pelo Sunderland.

## Títulos
Djurgårdens IF
- Campeonato Sueco de Futebol - 2005
- Copa da Suécia - 2004, 2005

 IFK Göteborg
- Campeonato Sueco de Futebol - 2007
- Copa da Suécia - 2008, 2013
- Supercopa da Suécia - 2008
- Melhor marcador/Artilheiro do Campeonato Sueco de Futebol de 2009